# Martin Monrad
Martin Monrad (født 19. december 1977) er en dansk bordtennisspiller, der hører til blandt de mest vindende i sporten i Danmark.
Han har vundet ti DM-titler, bl.a. single-mesterskabet i 1997, 1998, 2000, 2002 og 2003.
I 2006 vandt han DM-titlen i herre-double sammen med Allan Bentsen.
Hans mest betydningsfulde titel er nok som EM guld-vinder for hold i 2005.